# تپه علی میرزا
تپه علی میرزا مربوط به دوران پیش از تاریخ ایران باستان است و در شهرستان مشگین‌شهر، روستای میرعلیلو واقع شده و این اثر در تاریخ ۲۵ اسفند ۱۳۴۵ با شمارهٔ ثبت ۶۲۰ به‌عنوان یکی از آثار ملی ایران به ثبت رسیده‌است.